# Linköpings franciskankonvent
Linköpings franciskankonvent låg vid nuvarande Hospitalstorget i Linköpings centrum, strax söder om Stora torget. Idag finns inga synliga rester av konventsbyggnaderna.
Franciskanerna och deras lekbröder etablerades i Linköping 1287. Deras konvent upplöstes i och med Gustav Vasas reformation. På senare år har Franciskanorden åter skapat ett konvent i Linköping.